# Liste der Kellergassen in der Weinregion Velké Pavlovice
Die Liste der Kellergassen in der Weinregion Velké Pavlovice führt die Kellergassen in den Gemeinden der tschechischen Weinregion Velké Pavlovice an.
| Foto |                 | Kellergasse                 | Standort                           | Beschreibung |
| ---- | --------------- | --------------------------- | ---------------------------------- | --- |
| BW   | Datei hochladen | Kellergasse                 | Boleradice Standort                | f4 |
| ja   | Datei hochladen | Kellergasse                 | Bořetice u Hustopečí Standort      | Das Kellerviertel unter dem Kuhberg umfasst etwa 260 Keller in den beiden Gassen Horní und Dolní Frejd. |
| BW   | Datei hochladen | Pod Novosady                | Čejkovice u Hodonína Standort      | Presshaus 77 in diesem Kellerensemble ist denkmalgeschützt. |
| ja   | Datei hochladen | Kellergasse                 | Čejkovice u Hodonína Standort      | Auf Anhöhen zwischen Häusern vor allem im östlichen Teil der Gemeinde zerstreut sind zahlreiche Keller. |
| ja   | Datei hochladen | Na Hradbách                 | Hustopeče Standort                 | |
|      | Datei hochladen | unterhalb von Křížový kopec | Hustopeče                          | |
| ja   | Datei hochladen | Kellergasse                 | Kobylí Standort                    | f4 |
| BW   | Datei hochladen | Kellergasse                 | Moravský Žižkov Standort           | Knapp einen Kilometer nördlich außerhalb des Orts befindet sich die kleine Kellergasse. |
|      | Datei hochladen | Luční                       | Rakvice                            | Weinkellerzeile aus dem 19. Jahrhundert; die meisten Keller jedoch mit neuer Steinfassade. |
|      | Datei hochladen | U luže                      | Rakvice                            | |
|      | Datei hochladen | Vinařská                    | Rakvice                            | |
|      | Datei hochladen | Dvorní                      | Rakvice                            | |
|      | Datei hochladen | Na kopcech                  | Rakvice                            | |
| ja   | Datei hochladen | Staré Belegrady             | Velké Bílovice Standort            | Insgesamt gibt es in dieser Gemeinde etwa 650 Keller. Das Kellergassenviertel Staré Belegrady liegt mehrere hundert Meter nordöstlich außerhalb des Orts.                                                               |
| ja   | Datei hochladen | Pod předníma                | Velké Bílovice Standort            | Insgesamt gibt es in dieser Gemeinde etwa 650 Keller. Das Kellergassenviertel Pod předníma liegt etwa einen 1 Kilometer nördlich außerhalb des Orts.                                                                    |
| ja   | Datei hochladen | Půrynky                     | Velké Bílovice Standort            | Insgesamt gibt es in dieser Gemeinde etwa 650 Keller. Das Kellergassenviertel Půrynky liegt über einen 1 Kilometer nördlich außerhalb des Orts.                                                                         |
| ja   | Datei hochladen | Nové Belegrady              | Velké Bílovice Standort            | Insgesamt gibt es in dieser Gemeinde etwa 650 Keller. Der Kellerkomplex Nové Belegrady entlang der Straße nach Čejkovice entstand erst ab den 1940er Jahren.                                                            |
| ja   | Datei hochladen | Kellergasse                 | Velké Pavlovice Standort           | f4 |
|      | Datei hochladen | Na sklepech                 | Vrbice u Velkých Pavlovic          | Das Kellerviertel geht auf die zweite Hälfte des 17. Jahrhunderts zurück. Eingeschoßige Steingebäude mit etwas unter Bodenniveau liegenden Presshäusern mit Balkendecken und tieferliegenden langen gewölbten Kellern.  |
| ja   | Datei hochladen | Stráž                       | Vrbice u Velkých Pavlovic Standort | Die ältesten Keller wurden hier Ende des 18. Jahrhunderts errichtet; später wurden Presshäuser mit Steinfassade errichtet. Die Giebelwände sind meist eine Kombination aus zwei Steinsorten, oder aus Stein und Ziegel. |
| ja   | Datei hochladen | Kellergasse                 | Zaječí                             | f5 f4 |

| Foto:                    | Fotografie der Kellergasse (Gesamtheit). Klicken des Fotos erzeugt eine vergrößerte Ansicht. Daneben finden sich zwei Symbole: \| Weitere Bilder vorhanden \| Das Symbol bedeutet, dass weitere Fotos des Objekts verfügbar sind. Durch Klicken des Symbols werden sie angezeigt. \| \| Eigenes Foto hochladen \| Durch Klicken des Symbols können weitere Fotos des Objekts in das Medienarchiv Wikimedia Commons hochgeladen werden. \| |
| Name:                    | Bezeichnung der Kellergasse |
| Standort:                | Es ist die Katastralgemeinde (KG) angegeben. Durch Aufruf des Links Standort wird die Lage der Kellergasse in verschiedenen Kartenprojekten angezeigt. |
| Beschreibung             | Kurze Beschreibung der Kellergasse |
| Weitere Bilder vorhanden | Das Symbol bedeutet, dass weitere Fotos des Objekts verfügbar sind. Durch Klicken des Symbols werden sie angezeigt. |
| Eigenes Foto hochladen   | Durch Klicken des Symbols können weitere Fotos des Objekts in das Medienarchiv Wikimedia Commons hochgeladen werden. |